# Lokaltog

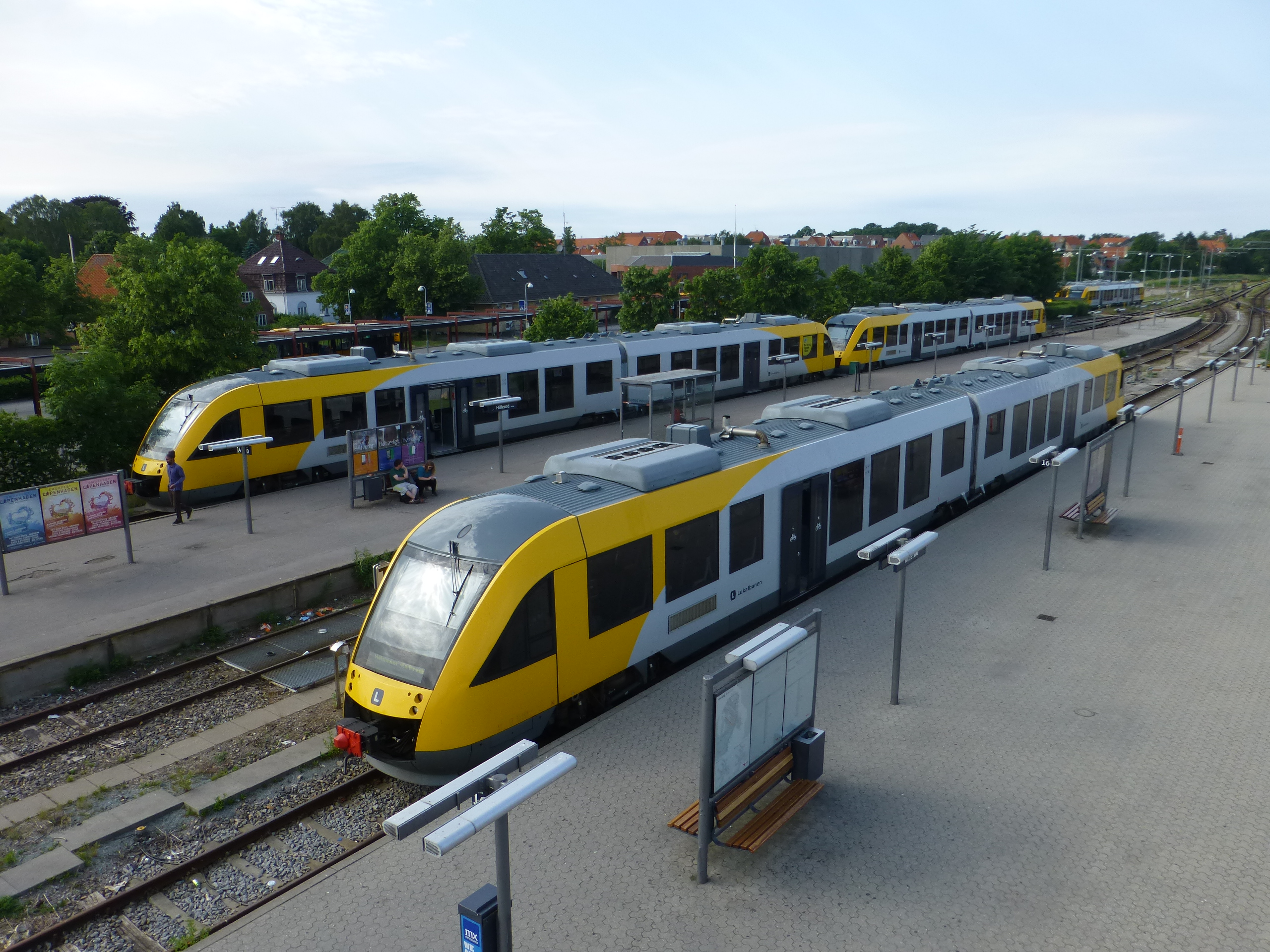
Triebwagen des Typs LINT 41 in Hillerød

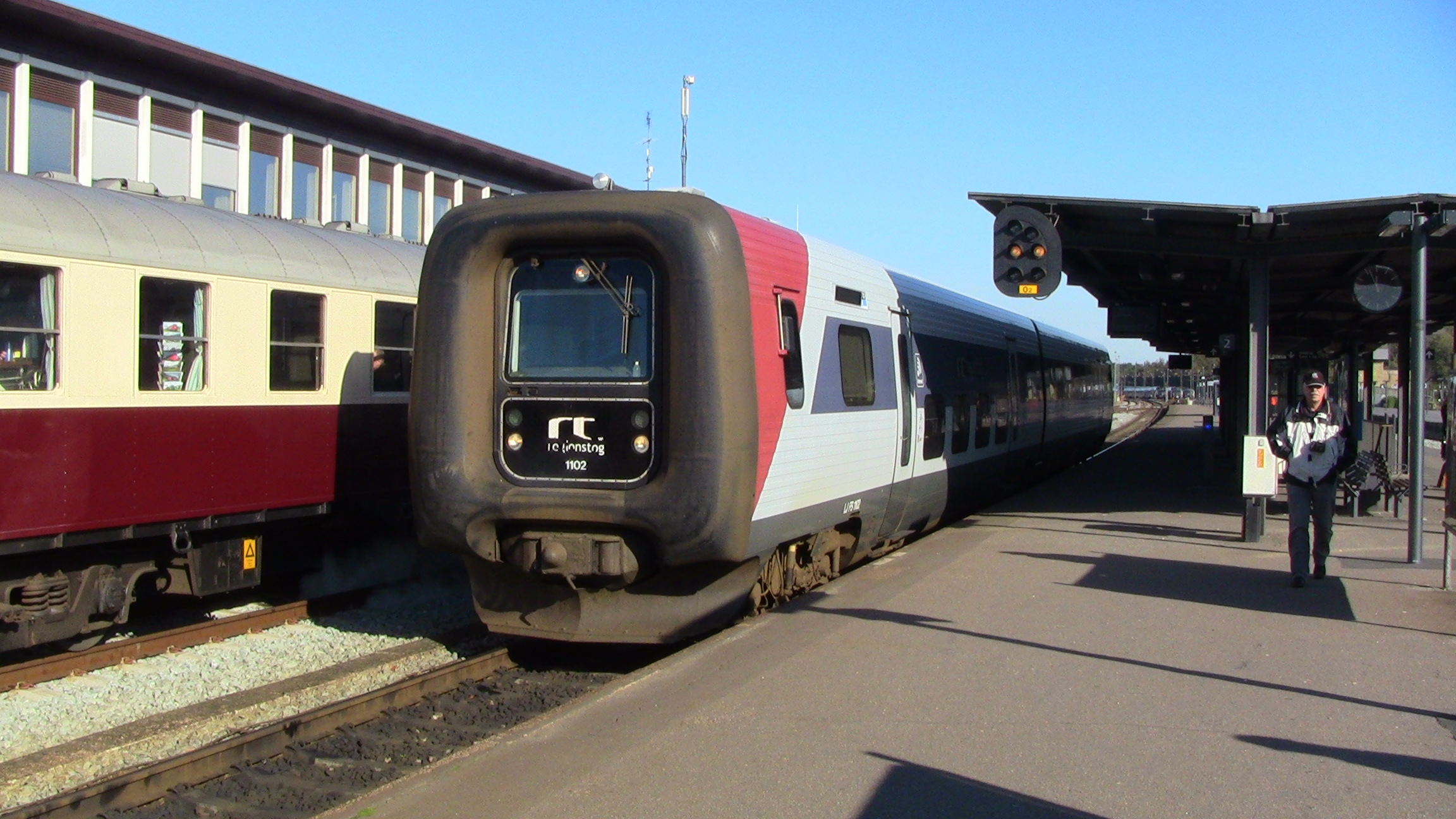
Ein IC2 in Nykøbing Falster

Lokaltog A/S ist eine dänische Eisenbahngesellschaft, die neun Privatbahnen auf Sjælland, Lolland und Falster betreibt. Das Unternehmen wurde am 1. Juli 2015 durch die Fusion von Lokalbanen und Regionstog gegründet.

## Strecken
Die neun Privatbahnen haben eine gesamte Streckenlänge von 338 km. Diese Strecken wurden zwischen 1864 (Lille Nord) und 1924 in Betrieb genommen. Verwaltungsmäßig ist Lokaltog in zwei Regionen aufgeteilt (Region H und Region S).

### Region H
- Hillerød–Frederiksværk–Hundested Jernbane (Frederiksværkbanen – Hillerød–Frederiksværk–Hundested)
- Nærumbanen (Jægersborg–Nærum)
- Lille Nord (Hillerød–Helsingør)
- Gribskovbanen (Hillerød–Kagerup–Tisvildeleje/–Gilleleje)
- Hornbækbanen (Helsingør–Hornbæk–Gilleleje)

### Region S
- Østbanen (Køge–Hårlev–Faxe Ladeplads/–Rødvig)
- Tølløsebanen (Slagelse–Høng–Tølløse)
- Odsherredsbanen (Holbæk – Nykøbing Sjælland)
- Lollandsbanen (Nykøbing Falster–Nakskov)

## Fahrzeuge
Auf den genannten Strecken verkehren 58 Triebwagenzüge. Dabei handelt es sich um 41 Triebwagen des Typs LINT 41, 13 IC2 und vier RegioSprinter.
Die IC2, die Regiosprinter und drei der LINT sollen ab 2028 durch 24 Flirt Akku von Stadler Rail ersetzt werden. Im November 2023 wurden 14 batterieelektrische Züge mit einer Option auf weitere 10 Züge ausgeschrieben. Neben Stadler beteiligten sich CAF und Siemens Mobility. Die Vergabe an Stadler erfolgte im Oktober 2024, die Option über 10 Züge wurde im August 2025 eingelöst.
Für Güterverkehr und Rangierdienst sind acht Diesellokomotiven und verschiedene Arbeitsfahrzeuge vorhanden. Bei den Lokomotiven handelt es sich um vier ehemalige DSB MX (II), eine DSB MY (II) und drei Kleinlokomotiven des Typs DSB Køf.